# Eupatorium filifolium
Eupatorium filifolium là một loài thực vật có hoa trong họ Cúc. Loài này được Hassl. mô tả khoa học đầu tiên năm 1912.